# 伸びゆくふるさと
鳥取市民歌「伸びゆくふるさと」（とっとりしみんか のびゆくふるさと）は、鳥取県の県庁所在地である鳥取市が制定した2代目の市民歌。作詞・伊藤學、作曲・山根万里。

## 解説
鳥取市では1948年（昭和23年）10月1日に市制60周年を記念して初代「鳥取市民歌」（作詞：松本光雄、作曲：岡本新市）を制定していた。平成の大合併では近隣の8町村を編入合併して市域を大幅に拡大したが、合併協議会の申し合わせを受けて新市民歌を制定することが決まり、合併翌年の2005年（平成17年）に歌詞の懸賞募集を実施した。入選作の選定理由は「新しい鳥取市の豊かな自然、歴史、文化、未来への夢や祈りが歌いこまれた詞であり、また、歌いやすく、市民に親しまれやすい曲である」こととされている。
発表演奏は合併1周年・特例市指定翌月の11月1日に行われ、当初は合併前の市民歌との区別から仮に「新鳥取市民歌」のように呼ばれていたが、追って題名を募集し2012年（平成24年）10月1日に「伸びゆくふるさと」を正題とすることが決定した。鳥取市役所では「市制施行記念式典や新年市民合同祝賀会、その他各種行事で歌われている」としており、2014年（平成26年）には合併10周年記念として吹奏楽および三部合唱への編曲版を市のサイトで公開している。